# Enosis Neon Paralimni
L'Enosis Neon Paralimni (en grec modern: Ένωση Νέων Παραλιμνίου) és un club de futbol xipriota de la ciutat de Paralimni.

## Història
El club es fundà l'abril de 1944 amb la fusió de dos clubs de la ciutat: l'Heracles (que havia estat fundat el 1936) i el Club People's Love. L'emblema del club és el Partenó. Ascendí per primer cop a primera divisió la temporada 1968/69. Mai ha guanyat un gran títol però fou segon a la lliga el 1975 i finalista de la copa els anys 1974, 1975, 1981 i 1983.

## Palmarès
- Segona divisió de Xipre (1): 1969